# Mejdurecensk
Mejdurecensk (în rusă Междуреченск) este un oraș din regiunea Kemerovo, Federația Rusă, cu o populație de 103.800 locuitori (2008).
1. ↑  OKTMO 179/2016, accesat în 27 octombrie 2016